# Polyteknisk Flyvegruppe
Die Polyteknisk Flyvegruppe (P.F.G.) ist ein dänischer Flugsportverein und Flugzeughersteller. Die Polytechnische Fliegergruppe (deutsch) ist eine akademische Fliegergruppe an der Technischen Universität Dänemarks (DTU) in Lyngby. Die Gruppe wurde 1943 gegründet.
Der Verein fliegt seit 1961 in Kaldred (Bregninge Sogn) und bildet dort Segelflugpiloten und Fluglehrer aus. Als einziger Eigenentwurf wird zurzeit die Polyt V OY-DHP als Schleppflugzeug im Verein geflogen.

## Geschichte
In den Jahren 1926 bis 1936 bestand ein Vorgängerverein, die Polyteknisk Svæveflyvegruppe. 1927 wurden die ersten Gleitflüge in Dänemark absolviert. Das Flugzeug war aus Teilen ehemaliger Militärmaschinen zusammengesetzt. Von den Klippen bei Raageleje machte Franz Davidsen 4 Flüge von etwa 15 Sekunden Dauer. Er hatte erste Flugerfahrungen auf der Wasserkuppe und in Rossitten gemacht.
Auch bei der Gründung der P.F.G. am 30. März 1943 steckte der dänische Segelflug noch in seinen Anfängen. Da die ersten Flugzeuge Einsitzer waren, stand der Fluglehrer am Boden und gab dem Flugschüler Signale mit Flaggen. Die Anhänger mit den Fluggeräten wurden im Zweiten Weltkrieg von 8–9 Fahrrädern gezogen.
Nach Fremdentwürfen hat der Verein sechs Grunau Baby und eine DFS Olympia Meise gebaut. Das jüngste Werkstattgebäude wurde mit Mitteln der A.P. Møller-Stiftung erbaut.
Einen spektakulären Segelflug absolvierte ein Pilot 1963 von Kaldred nach Rønne auf der Insel Bornholm.

## Die Entwürfe der P.F.G.
Zu den ausgeführten Entwürfen des Vereins gehören die Segelflugzeuge Polyt I bis III und das Motorflugzeug Polyt V. Die Idee der Polyt IV war ein Segelflugzeug zu entwickeln, bei dem die Tragflächen per Metall-Klebetechnik zusammengefügt wurden. Anders als bei der deutschen AK-1 sollte hier auf eine Sicherheitsvernietung verzichtet werden. Das anspruchsvolle Projekt erwies sich als sehr langwierig und wurde in den 1980er Jahren eingestellt.
Der für die Polyt IV vorgesehene Rumpf eines Jantars wurde zu einem Segelflug-Simulator umgebaut. Daneben hat die P.F.G. vier Schleppwinden entworfen und gebaut. Es bestanden Kontakte zur Idaflieg.